# Scott Merritt
Scott Merritt (Wauwatosa, 3 gennaio 1982) è un ex cestista statunitense, professionista nella NBDL, in Europa e in Asia.

## Palmarès
- All-NBDL Second Team (2006)